# Senat Albertz II
Der Senat Albertz II war vom 6. April 1967 bis zum 19. Oktober 1967 die Regierung von West-Berlin.
| Amt                                                | Name                                         | Partei | Partei |
| -------------------------------------------------- | -------------------------------------------- | ------ | ------ |
| Regierender Bürgermeister                          | Heinrich Albertz                             |        | SPD    |
| Bürgermeister                                      | Heinz Striek                                 |        | SPD    |
| Senator für Bau- und Wohnungswesen                 | Rolf Schwedler                               |        | SPD    |
| Senator für Bundesangelegenheiten                  | Dietrich Spangenberg                         |        | SPD    |
| Senator für Finanzen                               | Heinz Striek                                 |        | SPD    |
| Senator für Inneres                                | Wolfgang Büsch (bis 19. September 1967)      |        | SPD    |
| Senator für Inneres                                | Dietrich Spangenberg (ab 20. September 1967) |        | SPD    |
| Senator für Justiz                                 | Hans-Günter Hoppe                            |        | FDP    |
| Senator für Schulwesen                             | Carl-Heinz Evers                             |        | SPD    |
| Senator für Soziales, Gesundheit, Jugend und Sport | Kurt Neubauer                                |        | SPD    |
| Senator für Wirtschaft                             | Karl König                                   |        | SPD    |
| Senator für Wissenschaft und Kunst                 | Werner Stein                                 |        | SPD    |